# Pattinaggio di figura ai IV Giochi olimpici invernali
Le competizioni di pattinaggio di figura dei IV Giochi olimpici invernali si sono disputate nei giorni dall'8 al 15 febbraio 1936 allo stadio del ghiaccio Olympia-Kunsteis-Stadion di Garmisch-Partenkirchen, sono state assegnate medaglie in tre specialità del pattinaggio di figura.

## Calendario
| Pattinaggio di figura ai IV Giochi olimpici invernali | Pattinaggio di figura ai IV Giochi olimpici invernali | Pattinaggio di figura ai IV Giochi olimpici invernali | Pattinaggio di figura ai IV Giochi olimpici invernali | Pattinaggio di figura ai IV Giochi olimpici invernali | Pattinaggio di figura ai IV Giochi olimpici invernali | Pattinaggio di figura ai IV Giochi olimpici invernali | Pattinaggio di figura ai IV Giochi olimpici invernali | Pattinaggio di figura ai IV Giochi olimpici invernali | Pattinaggio di figura ai IV Giochi olimpici invernali | Pattinaggio di figura ai IV Giochi olimpici invernali | Pattinaggio di figura ai IV Giochi olimpici invernali |
| Eventi / Giorni                                       | Febbraio 1936                                         | Febbraio 1936                                         | Febbraio 1936                                         | Febbraio 1936                                         | Febbraio 1936                                         | Febbraio 1936                                         | Febbraio 1936                                         | Febbraio 1936                                         | Febbraio 1936                                         | Febbraio 1936                                         | Febbraio 1936                                         |
| Eventi / Giorni                                       | 6                                                     | 7                                                     | 8                                                     | 9                                                     | 10                                                    | 11                                                    | 12                                                    | 13                                                    | 14                                                    | 15                                                    | 16                                                    |
| ----------------------------------------------------- | ----------------------------------------------------- | ----------------------------------------------------- | ----------------------------------------------------- | ----------------------------------------------------- | ----------------------------------------------------- | ----------------------------------------------------- | ----------------------------------------------------- | ----------------------------------------------------- | ----------------------------------------------------- | ----------------------------------------------------- | ----------------------------------------------------- |
| Maschile                                              |                                                       |                                                       |                                                       | Obblig.                                               | Obblig.                                               |                                                       |                                                       |                                                       | Finale                                                |                                                       |                                                       |
| Femminile                                             |                                                       |                                                       |                                                       |                                                       |                                                       | Obblig.                                               | Obblig.                                               |                                                       |                                                       | Finale                                                |                                                       |
| A Coppie                                              |                                                       |                                                       |                                                       |                                                       |                                                       |                                                       |                                                       | Finale                                                |                                                       |                                                       |                                                       |

## Podi
| Evento               | Oro                              | Argento                         | Bronzo                                |
| Maschile (dettagli)  | Karl Schäfer                     | Ernst Baier                     | Felix Kaspar                          |
| Femminile (dettagli) | Sonja Henie                      | Cecilia Colledge                | Vivi-Anne Hultén                      |
| A coppie (dettagli)  | Germania Maxi Herber Ernst Baier | Austria Ilse Pausin Erik Pausin | Ungheria Emília Rotter László Szollás |

## Medagliere
| Posizione | Paese         |   |   |   | Totale |
| --------- | ------------- | - | - | - | ------ |
| 1         | Austria       | 1 | 1 | 1 | 3      |
| 2         | Germania      | 1 | 1 | 0 | 2      |
| 3         | Norvegia      | 1 | 0 | 0 | 1      |
| 4         | Gran Bretagna | 0 | 1 | 0 | 1      |
| 5         | Svezia        | 0 | 0 | 1 | 1      |
| 5         | Ungheria      | 0 | 0 | 1 | 1      |
| Totale    | Totale        | 3 | 3 | 3 | 9      |